# WX07K
WX07K（ダブリューエックス ぜろなな ケー）とは、ワイモバイル（旧ウィルコム）向けに供給された京セラ製の音声用PHS（W-OAM）端末である。ペットネームは、日本語でミツバチを意味するHONEY BEE 5（ハニー・ビー ファイヴ）。
「Y!mobile」へのブランド移行後も、本端末は従来のウィルコムブランドのままで販売されている。

## 概要
スマートフォンとつながる（SOCIUSことWX01Sと同様に、スマートフォン等の子機としても利用可能）、HONEY BEEシリーズ初の防水＆Bluetooth搭載端末（3Gを除く）。筐体は先代機種のWX350Kよりもさらに縦長となり、側面部の丸みを帯びた処理が、手にした時の持ちやすさに貢献している。そして、シリーズの個性ともいうべき華やかなカラーバリエーションも、上下2分割の大胆な配色となっている。この機種からイヤホンマイクがmicroUSB端子に変更されたため、既存の平型端子のものは利用不可能である。添付品のイヤホン変換ケーブルにはミニプラグ・ジャックが付いており、これをmicroUSB端子に接続する事で市販のミニプラグ仕様ヘッドフォン等を利用できる。

## 詳細仕様
- アドレス帳：1000件
- メール：Eメール（POP3/SMTP）、ライトメール、デコラティブメール
- ブラウザ：NetFrontブラウザ
- 対応Bluetoothプロファイル：HFP / HSP（親機/子機）、PBAP (PSE / PCE)、SPP
- その他機能：自動時刻補正機能、通話中音声着信表示
- 標準セット：本体、バッテリーカバー、ACアダプタ、リチウムイオンバッテリー(LB01KC)、取扱説明書（保証書）、イヤホン変換ケーブル（ACアダプタとは排他使用）

## 沿革
- 2012年11月1日 ウィルコム (当時) より発表。
- 2012年11月8日 予約開始。
- 2012年11月15日 発売開始。